# Hunneberg (stratigrafisk referenspunkt)

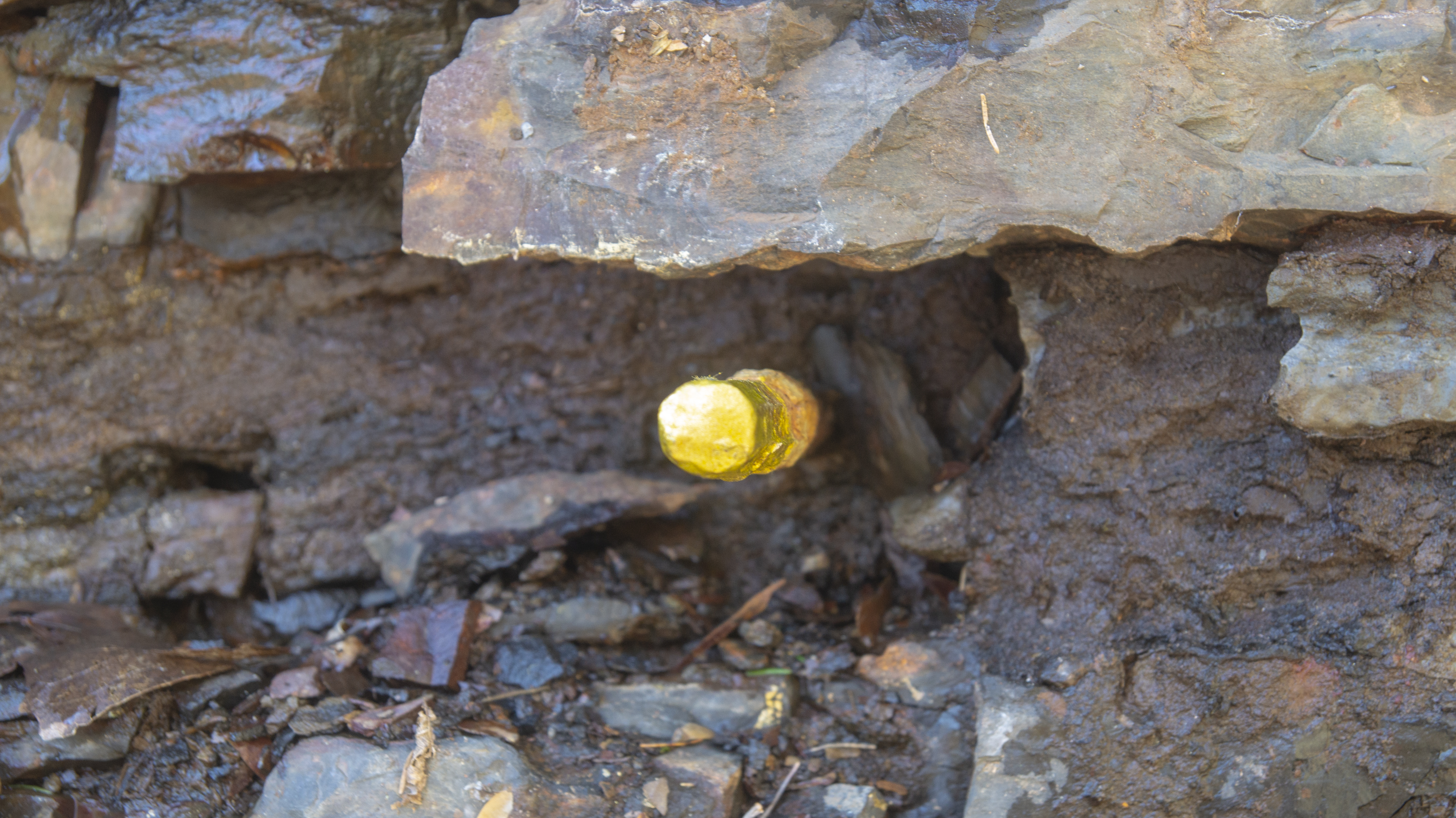
Den gyllene spiken, GSSP-markör i alunskiffern vid diabasbrottet, Hunneberg

Hunneberg heter en av två GSSP:er som har blivit definierade i Sverige. I folkmun kallas platsen för Gyllene spiken och har koordinaterna 58.3589°N 12.5024°E. Den finns i Diabasbrottet vid Hunneberg, precis ovanför bädd E och definierar basen av den andra serien i den undre ordoviciska delen, som har fått namnet Flo efter Flo socken vid Hunneberg. Denna GSSP blev ratificerad av den International Commission on Stratigraphy 2002.